# イソチペンジル
イソチペンジル(Isothipendyl)は、痒み止め薬として用いられる第一世代のH1アンタゴニスト(抗ヒスタミン薬)かつ抗コリン薬である。眠気等の抗コリン薬の副作用のため、現在はアレルギー症状の緩和のためには積極的には用いられていないが、虫刺症やそれに伴う痒みの局所的な緩和のためには限定的に用いられている。